# 王玥

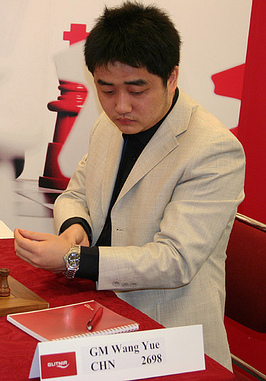
2008年

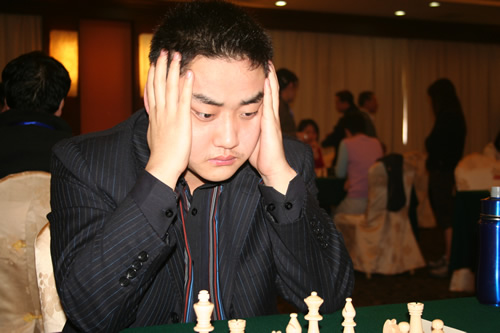
2008年

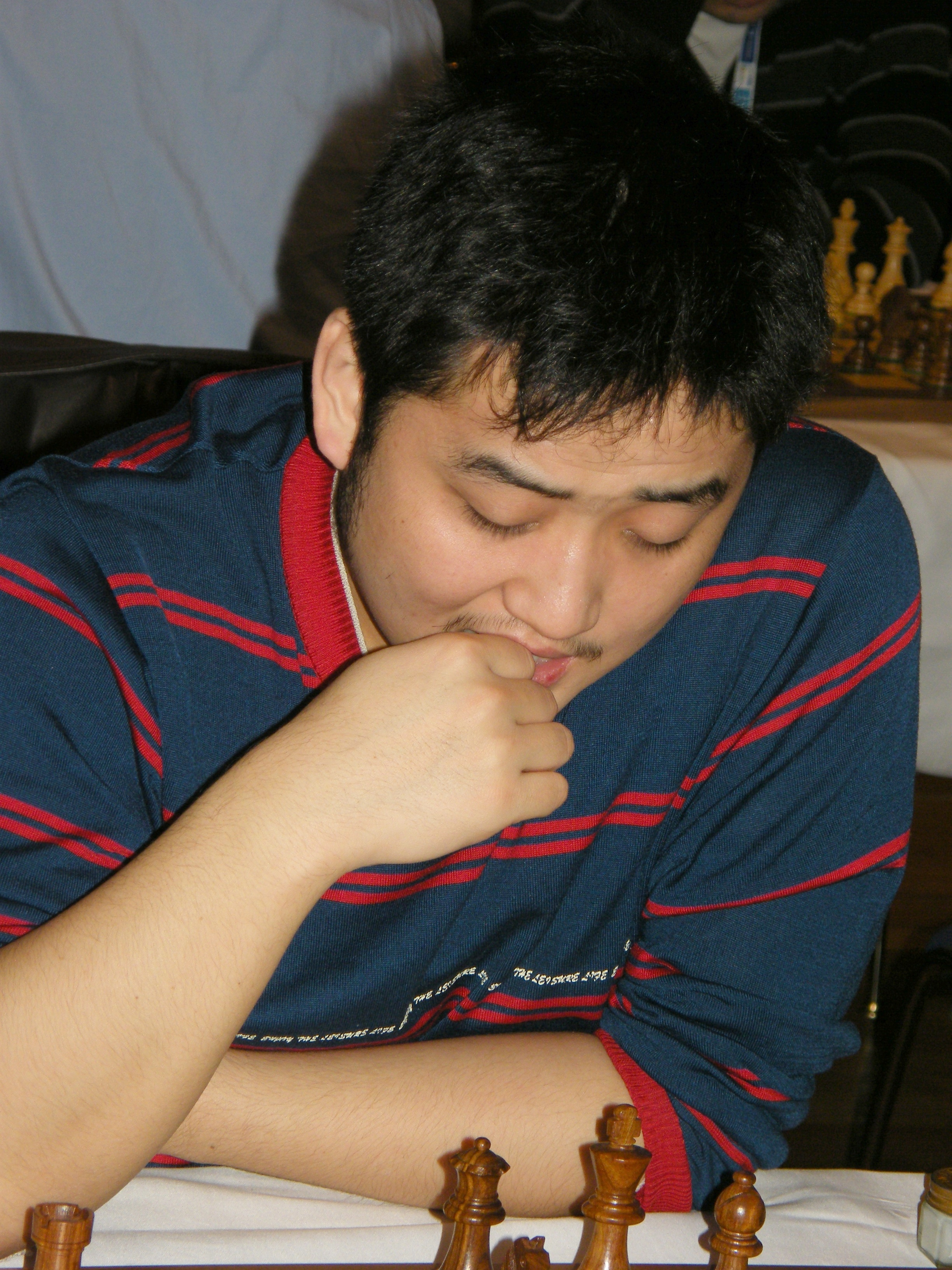
2008競賽中的王玥

王玥（1987年3月31日—），山西太原人，中国国际象棋运动员，是第一個国际棋联等级分超過2700的中國籍國際象棋职业棋手（2007年10月）。2004年成为中国第17个國際象棋特级大師。2008年10月世界排名第11，2010年1月以2749分排名世界第9，创中国棋手的最高纪录。

## 比赛成绩
- 1999年获得世界12岁以下少年比赛冠军。
- 2008年5月6日在巴库获得2008－2009国际棋联大奖赛首站比赛并列冠军。

## 外部連結
- 王玥的新浪微博
- 王玥_體育明星_NIKE新浪競技風暴_新浪網 （页面存档备份，存于）
- 王玥获得国际象棋大奖赛巴库站并列冠军_体育频道_新华网 （页面存档备份，存于）

| 前任： 卜祥志 | 中国国际象棋男子冠军 2005年 | 繼任： 倪华   |
| 前任： 丁立人 | 中国国际象棋男子冠军 2013年 | 繼任： 余泱漪 |